# Quatrième circonscription du Haut-Rhin
La quatrième circonscription du Haut-Rhin est une circonscription législative française. Elle a été modifiée lors du redécoupage des circonscriptions législatives françaises de 2010. Le canton de Habsheim a été rattaché à la 5e circonscription, le canton de Huningue à la 3e et le canton de Sierentz à la 6e.

## Description géographique et sociologique

### De 1958 à 1986
Le département avait cinq circonscriptions.
La quatrième circonscription du Haut-Rhin était composée de :
- canton de Mulhouse-Sud
- canton de Mulhouse-Nord (moins communes rurales)

Source : Journal Officiel du 14-15 Octobre 1958.

### De 1988 à 2012
La 4e circonscription du Haut-Rhin était constituée de trois cantons :
- Canton de Habsheim
- Canton de Huningue
- Canton de Sierentz

Ancienne possession de la  famille impériale Habsbourg, le Sundgau rhénan reste très largement catholique, aussi bien à Sierentz, Huningue qu'à Habsheim. La part des populations protestantes est ici, comme dans les circonscriptions voisines d'Altkirch et Guebwiller, l'une des plus faibles d'Alsace. La pratique religieuse reste par ailleurs élevée.
Historiquement dialectophone, une très large part de la population de la circonscription déclare comprendre et parler l'alsacien, cela dans l'ensemble des cantons. Le Français n'a ici été utilisé couramment qu'à partir de la fin de la Seconde Guerre mondiale, auparavant seule une minorité de la population déclarait le comprendre, établissant ici l'un des niveaux les plus bas de compréhension du français du Haut-Rhin.

### Depuis 2012
Jean Ueberschlag s'est battu contre la suppression de sa circonscription. En effet, la 4e circonscription du Haut-Rhin est redécoupée en 2010 pour une mise en œuvre à l'occasion des élections législatives de 2012.
Elle comprend désormais les cantons suivants :
- Canton de Cernay
- Canton d'Ensisheim
- Canton de Masevaux-Niederbruck
- Canton de Saint-Amarin
- Canton de Soultz-Haut-Rhin
- Canton de Thann.

## Description politique
Ancienne circonscription de « Mulhouse-Campagne », qui alors regroupait aussi les cantons actuels de Wittenheim et Illzach, l'arrondissement avait été l'un des fiefs du parti catholique Union populaire républicaine durant l'entre-deux-guerres, représenté ici par Médard Brogly, défenseur ardent des particularismes alsaciens. Il s'agissait d'un des bastions les plus solides du catholicisme politique, M.Brogly étant réélu très facilement en 1932, et son successeur s'imposant facilement en 1936. Ici, comme dans l' "autre" Sundgau, la domination de la démocratie-chrétienne régionaliste ne fut pas réellement menacée avant les débuts de la Ve république.
En effet, le MRP dépassait ici en 1946 et 1956 la majorité absolue, menacé de façon épisodique par le mouvement gaulliste RPF. Il disposait de plus d'une implantation plus solide qu'ailleurs, incarnée par le député Henri Ulrich, très présent dans le canton d'Habsheim. Celui-ci fut le seul « rescapé » MRP de la vague gaulliste qui toucha le département en 1958, il triompha en effet d'une courte tête du gaulliste Kroepflé et du chrétien-social Moser de Sierentz. H.Ulrich fut cependant battu à son tour en 1962 par Kroepflé, ne devançant celui-ci qu'à Habsheim. La circonscription fut depuis lors représentée par des élus gaullistes : Kroepflé jusqu'en 1967, R.Schouler de 1967 à 1968, Antoine Gissinger, soutenu par le CDS après 1973, la détenant de 1968 à 1986. Si la circonscription accordait donc des résultats impressionnants au gaullisme lors des élections nationales - le général de Gaulle y recueillait 74 % des voix en 1965 - les élus locaux restaient démocrates-chrétiens, à l'image des conseillers généraux Ulrich, Weber et Moser. À partir de 1986, J.Ueberschlag, « dauphin » de A.Gissinger et maire de Saint-Louis, représenta la circonscription, celle-ci ayant par ailleurs été considérablement modifié par la création d'une nouvelle circonscription en 1986, lui ôtant les cantons de Wittenheim et Illzach.
La 4e Circonscription présente une relative hétérogénéité entre le canton rural de Sierentz et les cantons urbains de Habsheim (orienté vers Mulhouse) et Huningue (très orienté vers la ville voisine de Bâle). Cette circonscription reste très largement orientée à droite, et cela dans l'ensemble des cantons. Le député J. Ueberschlag a été élu au 1er Tour en 1988, réélu en 1993 et 1997 contre le candidat du FN avec des majorités très larges (76 % en 1993 et 74 % en 1997). En 2002 la gauche (13 % des voix pour la candidate socialiste) a été présente pour la première fois depuis 1981 au 2e Tour face au député sortant. Celui-ci, malgré une concurrence interne à droite du conseiller général de Huningue, a cependant été très largement réélu au 2e Tour (71 %). La gauche ne dispose pas de véritables points de force dans cette circonscription. Le FN y réalise des scores plus faibles qu'ailleurs en Alsace, ceux-ci restant tout de même au-dessus de sa moyenne nationale. Une particularité de la circonscription réside dans le poids important des regroupements de travailleurs frontaliers (20 % de la population active) qui présente un candidat, J.L. Johanneck, lors des législatives: en 1997 et 2002 celui-ci a réalisé plus de 10 % des voix.
L'orientation à droite de la circonscription est visible lors des élections nationales. En 1988 J.Chirac y réalisait 54,2 % des voix. En 1995 elle plaçait E. Balladur en tête (26,6 %) devant J.M Le Pen (23 %), J. Chirac (18 % en dépit du soutien de J. Ueberschlag à sa candidature) et L. Jospin (15,5 %). Elle accordait de plus 61,2 % des voix à J. Chirac au 2e tour. En 2002 J.M. Le Pen arrivait en tête (22,8 %) devant J.Chirac (19,8 %), F. Bayrou (9,86 %) et L.Jospin (9,84 %).
Les échéances présidentielle et législatives de 2007 ont ici, comme dans le reste de l'Alsace, été marquée par une forte baisse de l'extrême-droite, renforçant largement l'ancrage à droite de la circonscription. C'est en effet dans le Sundgau Rhénan que N. Sarkozy réalisait son meilleur score alsacien le 22 avril, dépassant 40 % (41,1 %). et cela dans chacun des trois cantons composant l'arrondissement. Il faisait plus que doubler le résultat de J. Chirac en 2002, et s'approchait du score de V. Giscard d'Estaing en 1981.Face à ce très fort résultat du candidat UMP, F. Bayrou arrivait en seconde position, avec 20,5 % des voix, un score légèrement inférieur à sa moyenne régionale, mais doublait lui aussi son score de 2002. Il réalisait son meilleur score à Habsheim (21,3 %) dont le conseiller général, C.Buttner, s'était prononcé pour lui. S. Royal arrivait en troisième position, obtenant 14,8 % des voix, en léger retrait du score de L. Jospin en 1995, dépassait 15 % à Huningue et Habsheim, mais n'atteignait que 12,4 % à Sierentz. Enfin, J.-M. Le Pen, qui s'était placé en tête des candidats en 2002, perdait plus de 10 points au profit de N.Sarkozy, voire de F.Bayrou, n'obtenant que 12,7 % et ne dépassant 15 % dans aucun canton. Le second tour des élections profitèrent très largement à N.Sarkozy, réalisant avec 70,2 % des voix le meilleur score d'un candidat de droite depuis V. Giscard d'Estaing en 1974. Il dépassait 73 % à Sierentz, 70 % à Hunigue, et réalisait 68 % à Habsheim et avait très nettement bénéficié de très bons reports des électorats UDF (C.Buttner s'était prononcé pour lui durant l'entre-deux-tours) et FN. La candidate PS était largement dominée dans l'ensemble des communes de la circonscription, ne dépassant pas 38 % à Saint-Louis et Hunigue, et 32 % à Riedisheim, commune proche de Mulhouse.
Les élections législatives de juin confirmèrent cette large domination des candidats de droite dans la circonscription, permettant à J.Ueberschlag d'être réélu au premier tour avec son meilleur score (58,8 %). Critiqué jusque peu avant les élections pour sa longévité - il occupe le siège depuis 1986 - le député sortant infligeait ainsi un démenti important à ceux qui dénonçait son usure. Il est vrai qu'il avait sans doute bénéficié par ailleurs du retrait de C.Buttner, en désaccord avec la nouvelle ligne de F.Bayrou, et de la non-candidature de J-L Johanneck. J.Ueberschlag dépassait 60 % à Sierentz, et s'approchait de 58 % à Hunigue et Habsheim, confirmant l'homogénéité certaine des comportements électoraux de la circonscription. Face à lui, la candidate PS, peu connue, M.Raber arrivait en seconde position, avec 13,9 % elle améliorait légèrement le score de 2002, ne dépassant 15 % qu'à Habsheim, et réalisant 12,7 % à Sierentz. La faiblesse de la gauche était cependant largement confirmée par ce score. À l'image de l'ensemble des candidats présentés par le Modem en Alsace, P.Stirby, fils du conseiller général et candidat malheureux F.Striby, perdît à l'occasion de ces élections plus de la moitié des voix réalisées par F.Bayrou, sans doute opposées à la position "ni droite ni gauche" adoptée par le candidat, au profit du député sortant. Il ne réalisait que 9,7 % des voix, Ses scores variaient de 7,7 % à Sierentz à 12 % à Huningue. Enfin, la chute du FN se confirmait très largement, son représentant, R.Curan pourtant déjà candidat en 2002, n'obtenait plus que 6,6 % des voix, là encore parties vers le député sortant et l'abstention.
Au sortir des élections présidentielle et législatives de 2007, la circonscription s'affirme plus nettement encore ancrée à droite, comme l'ont montré les résultats de N.Sarkozy au premier et deuxième tours de la présidentielle, puis la réélection très facile de J.Ueberschlag le 10 juin, en dépit d'une longévité politique importante. La géographie électorale de l'arrondissement reste très homogène, les écarts entre les trois cantons étant minimes et affirmant tous une nette orientation à droite. Tout juste peut-on dire que le canton de Sierentz reste le plus largement ancré à droite, c'est ici que N. Sarkozy et J. Ueberschlag ont obtenu leurs meilleurs résultats, mais les cantons d'Huningue et Habsheim sont tout aussi largement favaorables aux candidats de droite, le rapport de force s'établissant à 69-70 % en faveur de ceux-ci. Le succès relatif de la candidature de F. Bayrou s'ancrait ici, comme dans l'ensemble de la région, dans une dynamique de centre-droit, à l'image de la prise de position de C.Buttner favorable à Bayrou au premier tour puis a Sarkozy au second, qui n'a pas accepté le non-positionnement du candidat UDF au second tour. Le candidat Modem aux législatives, bénéficiant pourtant d'un nom connu, n'a pas pu empêcher ici, plus qu'ailleurs en Alsace, la perte de la moitié des électeurs UDF, partis vers le député sortant en raison du positionnement de F. Bayrou. La gauche n'a pas progressé, régressant même assez nettement par rapport à 1995, et ne dispose pas de points d'ancrage dans la circonscription, même si sa candidate aux législatives a pu dépasser 13 % aux législatives. Enfin, l'extrême-droite, certes moins forte ici que dans le reste de l'Alsace depuis son émergence, est tombée à un niveau très faible, ne dépassant plus 15 % à la présidentielle, et n'atteignant que 6,6 % aux législatives.

## Historique des résultats
| Législature | Début de mandat | Fin de mandat  | Député                 | Parti politique | Observations |
| ----------- | --------------- | -------------- | ---------------------- | --------------- | --- |
| Ire         | 9 décembre 1958 | 9 octobre 1962 | Henri Ulrich           | MRP             | Conseiller général d'Habsheim. Mandat écourté à la suite d'une dissolution parlementaire décidée par Charles de Gaulle.                                                                         |
| IIe         | 6 décembre 1962 | 2 avril 1967   | Charles Kroepflé       | UNR             | Conseiller municipal de Saint-Louis. |
| IIIe        | 3 avril 1967    | 30 mai 1968    | Raymond Scholer        | UDVe            | Mandat écourté à la suite d'une dissolution parlementaire décidée par Charles de Gaulle. |
| IVe         | 11 juillet 1968 | 1er avril 1973 | Antoine Gissinger      | UDR             | Conseiller général de Wittenheim. |
| Ve          | 2 avril 1973    | 2 avril 1978   | Antoine Gissinger      | UDR             | Conseiller général de Wittenheim. |
| VIe         | 3 avril 1978    | 22 mai 1981    | Antoine Gissinger      | RPR             | Conseiller général de Wittenheim. Mandat écourté à la suite d'une dissolution parlementaire décidée par François Mitterrand.                                                                    |
| VIIe        | 2 juillet 1981  | 1er avril 1986 | Antoine Gissinger      | RPR             | Conseiller général de Wittenheim. |
| VIIIe       | 2 avril 1986    | 14 mai 1988    | Jean Ueberschlag       | RPR             | Adjoint au maire de Saint-Louis. Proportionnelle par département, pas de député par circonscription. Mandat écourté à la suite d'une dissolution parlementaire décidée par François Mitterrand. |
| IXe         | 23 juin 1988    | 1er avril 1993 | Jean Ueberschlag       | RPR             | Maire de Saint-Louis. |
| Xe          | 2 avril 1993    | 21 avril 1997  | Jean Ueberschlag       | RPR             | Maire de Saint-Louis. Mandat écourté à la suite d'une dissolution parlementaire décidée par Jacques Chirac.                                                                                     |
| XIe         | 12 juin 1997    | 18 juin 2002   | Jean Ueberschlag       | RPR             | Maire de Saint-Louis. |
| XIIe        | 19 juin 2002    | 19 juin 2007   | Jean Ueberschlag       | RPR             | Maire de Saint-Louis. |
| XIIIe       | 20 juin 2007    | 19 juin 2012   | Jean Ueberschlag       | UMP             | Maire de Saint-Louis. |
| XIVe        | 20 juin 2012    | 20 juin 2017   | Michel Sordi           | UMP             | Maire de Cernay |
| XVe         | 21 juin 2017    | 21 juin 2022   | Raphaël Schellenberger | LR              | Ancien maire de Wattwiller |
| XVIe        | 22 juin 2022    | 9 juin 2024    | Raphaël Schellenberger | LR              | Conseiller d'Alsace Mandat écourté à la suite d'une dissolution parlementaire décidée par Emmanuel Macron.                                                                                      |
| XVIIe       | 8 juillet 2024  | En cours       | Raphaël Schellenberger | LR              | Conseiller d'Alsace |

## Historique des élections

### Élections de 1958
| Candidat       | Candidat          | Parti          | Premier tour | Premier tour | Second tour | Second tour |  |
| Candidat       | Candidat          | Parti          | Voix         | %            | Voix        | %           |  |
| -------------- | ----------------- | -------------- | ------------ | ------------ | ----------- | ----------- |  |
|                | Émile Muller élu  | SFIO           | 21 465       | 42,11        | 27 105      | 53,3        |  |
|                | Jean Balestreri   | MRP            | 14 033       | 27,53        | 20 192      | 39,71       |  |
|                | Jean-Pierre Groh  | UNR            | 8 186        | 16,06        | Retrait     | Retrait     |  |
|                | Jean-Paul Steiblé | PCF            | 3 919        | 7,69         | 3 553       | 6,99        |  |
|                | René Waechter     | CNIP           | 3 369        | 6,61         | Retrait     | Retrait     |  |
|                |                   |                |              |              |             |             |  |
| Inscrits       | Inscrits          | Inscrits       | 73 802       | 100,00       | 73 802      | 100,00      |  |
| Abstentions    | Abstentions       | Abstentions    | 20 529       | 27,82        | 20 897      | 28,31       |  |
| Votants        | Votants           | Votants        | 53 273       | 72,18        | 52 905      | 71,69       |  |
| Blancs et nuls | Blancs et nuls    | Blancs et nuls | 2 301        | 4,32         | 2 055       | 3,88        |  |
| Exprimés       | Exprimés          | Exprimés       | 50 972       | 95,68        | 50 850      | 96,12       |  |

### Élections de 1962
| Candidat       | Candidat               | Parti          | Premier tour | Premier tour | Second tour | Second tour |  |
| Candidat       | Candidat               | Parti          | Voix         | %            | Voix        | %           |  |
| -------------- | ---------------------- | -------------- | ------------ | ------------ | ----------- | ----------- |  |
|                | Raymond Zimmermann élu | UNR-UDT        | 20 330       | 40,92        | 30 751      | 60,33       |  |
|                | Émile Muller sortant   | SFIO           | 14 837       | 29,86        | 20 218      | 39,67       |  |
|                | Charles Stoessel       | MRP            | 10 578       | 21,29        | Retrait     | Retrait     |  |
|                | Jean-Paul Steiblé      | PCF            | 3 942        | 7,93         | Retrait     | Retrait     |  |
|                |                        |                |              |              |             |             |  |
| Inscrits       | Inscrits               | Inscrits       | 76 517       | 100,00       | 76 517      | 100,00      |  |
| Abstentions    | Abstentions            | Abstentions    | 25 015       | 32,69        | 23 520      | 30,74       |  |
| Votants        | Votants                | Votants        | 51 502       | 67,31        | 52 997      | 69,26       |  |
| Blancs et nuls | Blancs et nuls         | Blancs et nuls | 1 815        | 3,52         | 2 028       | 3,83        |  |
| Exprimés       | Exprimés               | Exprimés       | 49 687       | 96,48        | 50 969      | 96,17       |  |

Le suppléant de Raymond Zimmermann était André Seel, commerçant, adjoint au maire de Mulhouse.

### Élections de 1967
| Candidat       | Candidat                         | Parti          | Premier tour | Premier tour | Second tour | Second tour |  |
| Candidat       | Candidat                         | Parti          | Voix         | %            | Voix        | %           |  |
| -------------- | -------------------------------- | -------------- | ------------ | ------------ | ----------- | ----------- |  |
|                | Raymond Zimmermann sortant réélu | UD-Ve          | 23 833       | 41,59        | 30 121      | 53,53       |  |
|                | Émile Muller                     | FGDS (SFIO)    | 18 124       | 31,63        | 26 150      | 46,47       |  |
|                | André Erbland                    | CD (PDM)       | 8 712        | 15,2         | Retrait     | Retrait     |  |
|                | Jean-Paul Steiblé                | PCF            | 4 664        | 8,14         |             |             |  |
|                | Lothaire Muller                  | Modérés        | 1 969        | 3,44         |             |             |  |
|                |                                  |                |              |              |             |             |  |
| Inscrits       | Inscrits                         | Inscrits       | 76 495       | 100,00       | 76 495      | 100,00      |  |
| Abstentions    | Abstentions                      | Abstentions    | 17 425       | 22,78        | 18 389      | 24,04       |  |
| Votants        | Votants                          | Votants        | 59 070       | 77,22        | 58 106      | 75,96       |  |
| Blancs et nuls | Blancs et nuls                   | Blancs et nuls | 1 768        | 2,99         | 1 835       | 3,16        |  |
| Exprimés       | Exprimés                         | Exprimés       | 57 302       | 97,01        | 56 271      | 96,84       |  |

Le suppléant de Raymond Zimmermann était Alphonse Bihry, fonctionnaire, conseiller municipal de Mulhouse.

### Élections de 1968
|                | Raymond Zimmermann sortant réélu | UDR (URP)      | 29 522 | 53,53  |  |  |  |
|                | Émile Muller                     | FGDS (SFIO)    | 14 183 | 25,72  |  |  |  |
|                | Guy Delacôte                     | CD (PDM)       | 6 215  | 11,27  |  |  |  |
|                | Jean-Paul Steiblé                | PCF            | 3 740  | 6,78   |  |  |  |
|                | François Minod                   | PSU            | 1 493  | 2,71   |  |  |  |
|                |                                  |                |        |        |  |  |  |
| Inscrits       | Inscrits                         | Inscrits       | 76 618 | 100,00 |  |  |  |
| Abstentions    | Abstentions                      | Abstentions    | 20 276 | 26,46  |  |  |  |
| Votants        | Votants                          | Votants        | 56 342 | 73,54  |  |  |  |
| Blancs et nuls | Blancs et nuls                   | Blancs et nuls | 1 189  | 2,11   |  |  |  |
| Exprimés       | Exprimés                         | Exprimés       | 55 153 | 97,89  |  |  |  |

Le suppléant de Raymond Zimmermann était Alphonse Bihry.

### Élections de 1973
| Candidat       | Candidat                   | Parti             | Premier tour | Premier tour | Second tour | Second tour |  |
| Candidat       | Candidat                   | Parti             | Voix         | %            | Voix        | %           |  |
| -------------- | -------------------------- | ----------------- | ------------ | ------------ | ----------- | ----------- |  |
|                | Raymond Zimmermann sortant | UDR (URP)         | 20 322       | 36,88        | 24 114      | 48,38       |  |
|                | Émile Muller élu           | MDSF (MR)         | 18 943       | 34,38        | 25 732      | 51,62       |  |
|                | Édouard Boeglin            | PS (UGSD)         | 5 374        | 9,75         |             |             |  |
|                | Cécile Hugel               | PCF               | 4 354        | 7,9          |             |             |  |
|                | Lothaire Muller            | Divers droite     | 2 317        | 4,21         |             |             |  |
|                | Henri Jenn                 | Divers écologiste | 1 491        | 2,71         |             |             |  |
|                | Francis Minod              | PSU               | 1 486        | 2,7          |             |             |  |
|                | Robert Schuh               | LO                | 811          | 1,47         |             |             |  |
|                |                            |                   |              |              |             |             |  |
| Inscrits       | Inscrits                   | Inscrits          | 76 778       | 100,00       | 76 778      | 100,00      |  |
| Abstentions    | Abstentions                | Abstentions       | 19 737       | 25,71        | 22 526      | 29,34       |  |
| Votants        | Votants                    | Votants           | 57 041       | 74,29        | 54 252      | 70,66       |  |
| Blancs et nuls | Blancs et nuls             | Blancs et nuls    | 1 943        | 3,41         | 4 406       | 8,12        |  |
| Exprimés       | Exprimés                   | Exprimés          | 55 098       | 96,59        | 49 846      | 91,88       |  |

Le suppléant d'Émile Muller était André Erbland, conseiller général, adjoint au maire de Mulhouse.

### Élections de 1978
| Candidat       | Candidat                   | Parti          | Premier tour | Premier tour | Second tour | Second tour |  |
| Candidat       | Candidat                   | Parti          | Voix         | %            | Voix        | %           |  |
| -------------- | -------------------------- | -------------- | ------------ | ------------ | ----------- | ----------- |  |
|                | Émile Muller sortant réélu | UDF (MDSF)     | 23 381       | 41,8         | 34 272      | 61,22       |  |
|                | Jean-Louis Hoffet          | PS             | 11 854       | 21,19        | 21 712      | 38,78       |  |
|                | Laurent Horter             | RPR            | 8 955        | 16,01        |             |             |  |
|                | Antoine Waechter           | Écologie 78    | 5 316        | 9,5          |             |             |  |
|                | Yves Lourdel               | PCF            | 4 337        | 7,75         |             |             |  |
|                | Mireille Gérard            | MRG            | 914          | 1,63         |             |             |  |
|                | Robert Schuh               | LO             | 714          | 1,28         |             |             |  |
|                | Jean-Claude Meyer          | LCR            | 251          | 0,45         |             |             |  |
|                | Gérard Deneux              | UOPDP          | 207          | 0,37         |             |             |  |
|                |                            |                |              |              |             |             |  |
| Inscrits       | Inscrits                   | Inscrits       | 76 947       | 100,00       | 76 946      | 100,00      |  |
| Abstentions    | Abstentions                | Abstentions    | 19 408       | 25,22        | 18 964      | 24,65       |  |
| Votants        | Votants                    | Votants        | 57 539       | 74,78        | 57 982      | 75,35       |  |
| Blancs et nuls | Blancs et nuls             | Blancs et nuls | 1 610        | 2,8          | 1 998       | 3,45        |  |
| Exprimés       | Exprimés                   | Exprimés       | 55 929       | 97,2         | 55 984      | 96,55       |  |

Le suppléant d'Émile Muller était André Erbland.

### Élections de 1981
| Candidat       | Candidat              | Parti               | Premier tour | Premier tour | Second tour | Second tour |  |
| Candidat       | Candidat              | Parti               | Voix         | %            | Voix        | %           |  |
| -------------- | --------------------- | ------------------- | ------------ | ------------ | ----------- | ----------- |  |
|                | Jean-Marie Bockel élu | PS                  | 14 629       | 34,07        | 24 046      | 50,40       |  |
|                | Alphonse Kienzler     | Divers droite (UNM) | 10 659       | 24,82        | 23 665      | 49,60       |  |
|                | Émile Muller sortant  | UDF (MDSF)          | 8 097        | 18,85        |             |             |  |
|                | Laurent Horter        | RPR                 | 4 554        | 10,60        |             |             |  |
|                | Antoine Waechter      | MÉP                 | 2 371        | 5,52         |             |             |  |
|                | Aimé Muré             | PCF                 | 1 739        | 4,05         |             |             |  |
|                | Jean-Marie Pheulpin   | LO                  | 469          | 1,09         |             |             |  |
|                | André Dirr            | PSU                 | 425          | 0,99         |             |             |  |
|                |                       |                     |              |              |             |             |  |
| Inscrits       | Inscrits              | Inscrits            | 75 901       | 100,00       | 75 901      | 100,00      |  |
| Abstentions    | Abstentions           | Abstentions         | 31 948       | 42,09        | 26 744      | 35,24       |  |
| Votants        | Votants               | Votants             | 43 953       | 57,91        | 49 157      | 64,76       |  |
| Blancs et nuls | Blancs et nuls        | Blancs et nuls      | 1 010        | 2,3          | 1 446       | 2,94        |  |
| Exprimés       | Exprimés              | Exprimés            | 42 943       | 97,7         | 47 711      | 97,06       |  |

Le suppléant de Jean-Marie Bockel était Jean Grimont, permanent politique. Jean Grimont remplaça Jean-Marie Bockel, nommé membre du gouvernement, du 24 août 1984 au 1er avril 1986.

### Élections de 1988
|                | Jean Ueberschlag sortant réélu | RPR (URC)      | 18 854 | 52,56  |  |  |  |
|                | Jean-Claude Delbarre           | PS             | 10 985 | 30,62  |  |  |  |
|                | Bernard Yung                   | FN             | 5 171  | 14,42  |  |  |  |
|                | Richard Nunninger              | PCF            | 860    | 2,4    |  |  |  |
|                |                                |                |        |        |  |  |  |
| Inscrits       | Inscrits                       | Inscrits       | 61 053 | 100,00 |  |  |  |
| Abstentions    | Abstentions                    | Abstentions    | 24 246 | 39,71  |  |  |  |
| Votants        | Votants                        | Votants        | 36 807 | 60,29  |  |  |  |
| Blancs et nuls | Blancs et nuls                 | Blancs et nuls | 937    | 2,55   |  |  |  |
| Exprimés       | Exprimés                       | Exprimés       | 35 870 | 97,45  |  |  |  |

Le suppléant de Jean Ueberschlag était Bernard Hanser, adjoint au maire de Rixheim.

### Élections de 1993
| Candidat       | Candidat                       | Parti          | Premier tour | Premier tour | Second tour | Second tour |  |
| Candidat       | Candidat                       | Parti          | Voix         | %            | Voix        | %           |  |
| -------------- | ------------------------------ | -------------- | ------------ | ------------ | ----------- | ----------- |  |
|                | Jean Ueberschlag sortant réélu | RPR (UPF)      | 18 944       | 47,16        | 26 598      | 76,71       |  |
|                | Bernard Yung                   | FN             | 4 625        | 11,51        | 8 077       | 23,29       |  |
|                | Jean-Bernard Forestier         | Les Verts (EÉ) | 4 356        | 10,84        |             |             |  |
|                | Jean-Claude Delbarre           | PS (ADFP)      | 3 678        | 9,16         |             |             |  |
|                | Bernard Simon                  | MDD            | 3 268        | 8,14         |             |             |  |
|                | Hubert Schneider               | Régionaliste   | 3 065        | 7,63         |             |             |  |
|                | Corinne Freynet                | LT-LNÉ         | 1 553        | 3,87         |             |             |  |
|                | Daniel Rouillon                | LO             | 677          | 1,69         |             |             |  |
|                |                                |                |              |              |             |             |  |
| Inscrits       | Inscrits                       | Inscrits       | 64 488       | 100,00       | 64 484      | 100,00      |  |
| Abstentions    | Abstentions                    | Abstentions    | 22 107       | 34,28        | 25 280      | 39,2        |  |
| Votants        | Votants                        | Votants        | 42 381       | 65,72        | 39 204      | 60,8        |  |
| Blancs et nuls | Blancs et nuls                 | Blancs et nuls | 2 215        | 5,23         | 4 529       | 11,55       |  |
| Exprimés       | Exprimés                       | Exprimés       | 40 166       | 94,77        | 34 675      | 88,45       |  |

Le suppléant de Jean Ueberschlag était Bernard Hanser.

### Élections de 1997
| Candidat       | Candidat                       | Parti                | Premier tour | Premier tour | Second tour | Second tour |  |
| Candidat       | Candidat                       | Parti                | Voix         | %            | Voix        | %           |  |
| -------------- | ------------------------------ | -------------------- | ------------ | ------------ | ----------- | ----------- |  |
|                | Jean Ueberschlag sortant réélu | RPR                  | 15 353       | 37,56        | 27 094      | 74,01       |  |
|                | Pascal Tresch                  | FN                   | 6 621        | 16,2         | 9 513       | 25,99       |  |
|                | Monique Wiederkehr             | PS                   | 6 163        | 15,08        |             |             |  |
|                | Jean-Luc Johaneck              | Régionaliste         | 4 746        | 11,61        |             |             |  |
|                | Hubert Schneider               | Extrême droite (ADA) | 1 729        | 4,23         |             |             |  |
|                | Jean-Michel Agrimont           | GÉ                   | 1 402        | 3,43         |             |             |  |
|                | Ralph Wicky                    | MÉI                  | 1 391        | 3,4          |             |             |  |
|                | Marie-Noëlle Weber-Kopp        | LDI (MPF)            | 1 255        | 3,07         |             |             |  |
|                | Patrice Ciuti                  | LO                   | 921          | 2,25         |             |             |  |
|                | Michel Labarre                 | PCF                  | 798          | 1,95         |             |             |  |
|                | Maria Wagner                   | Divers               | 500          | 1,22         |             |             |  |
|                |                                |                      |              |              |             |             |  |
| Inscrits       | Inscrits                       | Inscrits             | 65 185       | 100,00       | 65 183      | 100,00      |  |
| Abstentions    | Abstentions                    | Abstentions          | 22 148       | 33,98        | 22 757      | 34,91       |  |
| Votants        | Votants                        | Votants              | 43 037       | 66,02        | 42 426      | 65,09       |  |
| Blancs et nuls | Blancs et nuls                 | Blancs et nuls       | 2 158        | 5,01         | 5 819       | 13,72       |  |
| Exprimés       | Exprimés                       | Exprimés             | 40 879       | 94,99        | 36 607      | 86,28       |  |

Le suppléant de Jean Ueberschlag était Bernard Hanser, maire de Rixheim.

### Élections de 2002
| Candidat       | Candidat                       | Parti            | Premier tour | Premier tour | Second tour | Second tour |  |
| Candidat       | Candidat                       | Parti            | Voix         | %            | Voix        | %           |  |
| -------------- | ------------------------------ | ---------------- | ------------ | ------------ | ----------- | ----------- |  |
|                | Jean Ueberschlag sortant réélu | UMP              | 18 706       | 46,18        | 23 488      | 71,29       |  |
|                | Fabienne Pernot                | PS               | 5 314        | 13,12        | 9 459       | 28,71       |  |
|                | René Curan                     | FN               | 4 709        | 11,63        |             |             |  |
|                | Jean-Luc Johaneck              | Divers           | 4 298        | 10,61        |             |             |  |
|                | Frédéric Striby                | Divers droite    | 3 245        | 8,01         |             |             |  |
|                | Fabienne Arnold                | Les Verts        | 1 328        | 3,28         |             |             |  |
|                | Max Delmond                    | Cap21            | 680          | 1,68         |             |             |  |
|                | Serge Neunlist                 | Divers (PF)      | 560          | 1,38         |             |             |  |
|                | Yvette Knibihler               | MNR              | 559          | 1,38         |             |             |  |
|                | Jean Pluskota                  | MÉI              | 386          | 0,95         |             |             |  |
|                | Jean-Luc Calmels               | Pôle républicain | 376          | 0,93         |             |             |  |
|                | Joachim Pires Serra            | LO               | 346          | 0,85         |             |             |  |
|                |                                |                  |              |              |             |             |  |
| Inscrits       | Inscrits                       | Inscrits         | 68 865       | 100,00       | 68 864      | 100,00      |  |
| Abstentions    | Abstentions                    | Abstentions      | 27 687       | 40,2         | 34 527      | 50,14       |  |
| Votants        | Votants                        | Votants          | 41 178       | 59,8         | 34 337      | 49,86       |  |
| Blancs et nuls | Blancs et nuls                 | Blancs et nuls   | 671          | 1,63         | 1 390       | 4,05        |  |
| Exprimés       | Exprimés                       | Exprimés         | 40 507       | 98,37        | 32 947      | 95,95       |  |

Le suppléant de Jean Ueberschlag était Charles Buttner, proviseur de lycée, maire de Riedisheim, conseiller général du canton de Habsheim.

### Élections de 2007
|                | Jean Ueberschlag sortant réélu | UMP            | 22 717 | 58,84  |  |  |  |
|                | Maud Raber                     | PS             | 5 398  | 13,98  |  |  |  |
|                | Patrick Striby                 | UDF–MoDem      | 3 754  | 9,72   |  |  |  |
|                | René Curan                     | FN             | 2 557  | 6,62   |  |  |  |
|                | Emilie Diss                    | Les Verts      | 1 254  | 3,25   |  |  |  |
|                | Colette Marchal                | MÉI            | 1 013  | 2,62   |  |  |  |
|                | Thierry Brunsperger            | LCR            | 652    | 1,69   |  |  |  |
|                | Michel Parra                   | Divers         | 417    | 1,08   |  |  |  |
|                | Thierry Dupont                 | Divers gauche  | 373    | 0,97   |  |  |  |
|                | Wilfrid Damgé                  | LO             | 276    | 0,71   |  |  |  |
|                | Serge Sonnino                  | Divers         | 93     | 0,24   |  |  |  |
|                | Roger Stehlin                  | Divers         | 56     | 0,15   |  |  |  |
|                | Hervé Schoner                  | Divers droite  | 49     | 0,13   |  |  |  |
|                |                                |                |        |        |  |  |  |
| Inscrits       | Inscrits                       | Inscrits       | 72 707 | 100,00 |  |  |  |
| Abstentions    | Abstentions                    | Abstentions    | 33 100 | 45,53  |  |  |  |
| Votants        | Votants                        | Votants        | 39 607 | 54,47  |  |  |  |
| Blancs et nuls | Blancs et nuls                 | Blancs et nuls | 998    | 2,52   |  |  |  |
| Exprimés       | Exprimés                       | Exprimés       | 38 609 | 97,48  |  |  |  |

### Élections de 2012
| Candidat       | Candidat                   | Parti          | Premier tour | Premier tour | Second tour | Second tour |  |
| Candidat       | Candidat                   | Parti          | Voix         | %            | Voix        | %           |  |
| -------------- | -------------------------- | -------------- | ------------ | ------------ | ----------- | ----------- |  |
|                | Michel Sordi sortant réélu | UMP            | 24 978       | 45,26        | 30 812      | 63,03       |  |
|                | Antoine Homé               | PS (EÉLV, MÉI) | 15 107       | 27,38        | 18 071      | 36,97       |  |
|                | Raoul Biondi               | RBM (FN)       | 11 848       | 21,47        |             |             |  |
|                | Nadia Peter                | FG (PCF) (PG)  | 1 557        | 2,82         |             |             |  |
|                | Claude Holler              | ALT            | 855          | 1,55         |             |             |  |
|                | Aimé Sense                 | LO             | 439          | 0,80         |             |             |  |
|                | Xavier Elbel               | S&P            | 399          | 0,72         |             |             |  |
|                |                            |                |              |              |             |             |  |
| Inscrits       | Inscrits                   | Inscrits       | 99 189       | 100,00       | 99 346      | 100,00      |  |
| Abstentions    | Abstentions                | Abstentions    | 42 947       | 43,3         | 48 656      | 48,98       |  |
| Votants        | Votants                    | Votants        | 56 242       | 56,7         | 50 690      | 51,02       |  |
| Blancs et nuls | Blancs et nuls             | Blancs et nuls | 1 059        | 1,88         | 1 807       | 3,56        |  |
| Exprimés       | Exprimés                   | Exprimés       | 55 183       | 98,12        | 48 883      | 96,44       |  |

### Élections de 2017
Les élections ont eu lieu les 11 et 18 juin 2017.
- Député sortant : Michel Sordi (LR)

|                                                   | Aurélie Tacquard       | LREM        | 14 741  | 32,79  | 17 604  | 49,12  |  |  |  |  |  |
|                                                   | Raphaël Schellenberger | LR          | 7 756   | 17,25  | 18 234  | 50,88  |  |  |  |  |  |
|                                                   | Alain Favaletto        | FN          | 7 495   | 16,67  |         |        |  |  |  |  |  |
|                                                   | David Duss             | UL          | 3 818   | 8,49   |         |        |  |  |  |  |  |
|                                                   | Gabriel Weisser        | LFI         | 3 806   | 8,47   |         |        |  |  |  |  |  |
|                                                   | Cyrille Ast            | UDI         | 2 202   | 4,90   |         |        |  |  |  |  |  |
|                                                   | Michel Knoerr          | EELV        | 1 735   | 3,86   |         |        |  |  |  |  |  |
|                                                   | Alain Bucher           | PVB         | 973     | 2,16   |         |        |  |  |  |  |  |
|                                                   | David Florange         | MEI         | 713     | 1,59   |         |        |  |  |  |  |  |
|                                                   | José Sanjuan           | UDP         | 495     | 1,10   |         |        |  |  |  |  |  |
|                                                   | Nadia Peter-Lantz      | PCF         | 411     | 0,91   |         |        |  |  |  |  |  |
|                                                   | Christophe Alvarez     | UPR         | 310     | 0,69   |         |        |  |  |  |  |  |
|                                                   | Aimé Sense             | LO          | 299     | 0,67   |         |        |  |  |  |  |  |
|                                                   | Mustafa Sarica         | PEJ         | 180     | 0,40   |         |        |  |  |  |  |  |
|                                                   | Claude Holler          | DVG         | 17      | 0,04   |         |        |  |  |  |  |  |
|                                                   |                        |             |         |        |         |        |  |  |  |  |  |
| Inscrits                                          | Inscrits               | Inscrits    | 102 687 | 100,00 | 102 685 | 100,00 |  |  |  |  |  |
| Abstentions                                       | Abstentions            | Abstentions | 56 659  | 55,18  | 63 492  | 61,83  |  |  |  |  |  |
| Votants                                           | Votants                | Votants     | 46 028  | 44,82  | 39 193  | 38,17  |  |  |  |  |  |
| Blancs                                            | Blancs                 | Blancs      | 792     | 1,72   | 2 359   | 6,02   |  |  |  |  |  |
| Nuls                                              | Nuls                   | Nuls        | 285     | 0,62   | 996     | 2,54   |  |  |  |  |  |
| Exprimés                                          | Exprimés               | Exprimés    | 44 951  | 97,66  | 35 838  | 91,44  |  |  |  |  |  |
| Résultats sur le site du ministère de l'Intérieur |                        |             |         |        |         |        |  |  |  |  |  |

### Élections de 2022
| Résultats des élections législatives des 12 et 19 juin 2022 de la 4e circonscription du Haut-Rhin |                          |                          |                          |              |              |             |             |
| Candidat                                                                                          | Candidat                 | Parti et coalition       | Nuance                   | Premier tour | Premier tour | Second tour | Second tour |
| Candidat                                                                                          | Candidat                 | Parti et coalition       | Nuance                   | Voix         | %            | Voix        | %           |
|                                                                                                   | Marion Wilhelm           | RN                       | RN                       | 11 622       | 26,19        | 18 221      | 45,06       |
|                                                                                                   | Raphaël Schellenberger   | LR (UDC)                 | LR                       | 9 874        | 22,25        | 22 214      | 54,94       |
|                                                                                                   | Sandrine Mayer           | LREM (ENS)               | ENS                      | 8 469        | 19,09        |             |             |
|                                                                                                   | Chrystelle Garel         | LFI (NUPES)              | NUP                      | 6 792        | 15,31        |             |             |
|                                                                                                   | Guy Baschung             | UL                       | REG                      | 2 089        | 4,71         |             |             |
|                                                                                                   | Ophélie Lefort           | REC                      | REC                      | 1 497        | 3,37         |             |             |
|                                                                                                   | Guillaume Reffay         | EAC                      | ECO                      | 923          | 2,08         |             |             |
|                                                                                                   | Corinne Morgen           | MEI (TUPV)               | ECO                      | 860          | 1,94         |             |             |
|                                                                                                   | Sylvie Christophe        | LP (UPF)                 | DSV                      | 760          | 1,71         |             |             |
|                                                                                                   | Olivier Bitterlin        | EPL                      | ECO                      | 629          | 1,42         |             |             |
|                                                                                                   | Cédric Altherr           | PA                       | ECO                      | 383          | 0,86         |             |             |
|                                                                                                   | Aimé Sense               | LO                       | DXG                      | 359          | 0,81         |             |             |
|                                                                                                   | Martine Lapouble         | LPDF                     | DVC                      | 115          | 0,26         |             |             |
| Votes valides                                                                                     | Votes valides            | Votes valides            | Votes valides            | 44 372       | 97,54        | 40 435      | 94,09       |
| Votes blancs                                                                                      | Votes blancs             | Votes blancs             | Votes blancs             | 673          | 1,48         | 2 017       | 4,69        |
| Votes nuls                                                                                        | Votes nuls               | Votes nuls               | Votes nuls               | 446          | 0,98         | 523         | 1,22        |
| Total                                                                                             | Total                    | Total                    | Total                    | 45 491       | 100          | 42 975      | 100         |
| Abstention                                                                                        | Abstention               | Abstention               | Abstention               | 58 490       | 56,25        | 61 043      | 58,69       |
| Inscrits / participation                                                                          | Inscrits / participation | Inscrits / participation | Inscrits / participation | 103 981      | 43,75        | 104 018     | 41,31       |

### Élections de 2024
| Candidat                 | Candidat                 | Parti et coalition       | Nuances                  | Premier tour | Premier tour | Second tour | Second tour |
| Candidat                 | Candidat                 | Parti et coalition       | Nuances                  | Voix         | %            | Voix        | %           |
| ------------------------ | ------------------------ | ------------------------ | ------------------------ | ------------ | ------------ | ----------- | ----------- |
|                          | Marion Wilhelm           | RN                       | RN                       | 30 294       | 44,92        | 33 393      | 49,32       |
|                          | Raphaël Schellenberger   | LR                       | LR                       | 21 166       | 31,39        | 34 309      | 50,68       |
|                          | Simone Fest              | LFI (NFP)                | UG                       | 10 352       | 15,35        |             |             |
|                          | Maxence Helfrich         | UL (R&PS)                | REG                      | 2 416        | 3,58         |             |             |
|                          | Corinne Morgen           | MEI                      | ECO                      | 1 754        | 2,60         |             |             |
|                          | Raymonde Diop            | REC                      | REC                      | 871          | 1,29         |             |             |
|                          | Aime Sense               | LO                       | EXG                      | 582          | 0,86         |             |             |
|                          |                          |                          |                          |              |              |             |             |
| Votes valides            | Votes valides            | Votes valides            | Votes valides            | 67 435       | 97,72        | 67 702      | 96,38       |
| Votes blancs             | Votes blancs             | Votes blancs             | Votes blancs             | 1 211        | 1,75         | 1 993       | 2,84        |
| Votes nuls               | Votes nuls               | Votes nuls               | Votes nuls               | 364          | 0,53         | 550         | 0,78        |
| Total                    | Total                    | Total                    | Total                    | 69 010       | 100          | 70 245      | 100         |
| Abstention               | Abstention               | Abstention               | Abstention               | 35 227       | 33,80        | 34 007      | 32,62       |
| Inscrits / participation | Inscrits / participation | Inscrits / participation | Inscrits / participation | 104 237      | 66,20        | 104 252     | 67,38       |